# Jeff Barnel
Jeff Barnel, né Georges Barnoti , est un auteur-compositeur-interprète égyptien et français né au Caire, qui a composé également sous son véritable nom.

## Biographie
Jeff Barnel écrit et compose pour de nombreux artistes, dont Marie Laforêt, Claude François, Nicole Rieu, Herbert Léonard, Demis Roussos, Dalida, Jean-Jacques Lafon et d’autres encore.
Il fait une carrière de chanteur et édite sept disques, dont un en duo avec la chanteuse Christine Lebail.
En 1975, au Concours eurovision de la chanson, Nicole Rieu interprète "Et bonjour à toi l'artiste" de Barnel et Delanoé.
En février 1978 Claude François  demande  a Jeff Barnel de traduire en arabe  le texte de la chanson Alexandrie Alexandra
En 1979 et 1980, il écrit et compose deux titres en langue italienne, sous le nom de Georges Barnoti, "Se Un Amore Non Ce Piu" interprété par le chanteur Damiano et "Mai" par le chanteur Paolo Tramonti.
Il passe quelque dix années avec son amie Dalida et pour laquelle il écrit plus de vingt chansons, toutes des succès : Salma Ya Salama, Pour en arriver-là, Génération 78, Il pleut sur Bruxelles, Mourir sur scène, Helwa Ya Baladi , etc., et plusieurs fois en collaboration avec Pierre Delanoé.
En 1985, il décroche l'un de ses plus gros tubes en tant que compositeur, "Le géant de papier" pour Jean-Jacques Lafon.
En 2005, il écrit une première autobiographie sur la vie de Dalida sous le titre "Dalida, histoire d'une femme" en attente de parutions chez l'éditeur Jean-Claude Lattès, puis par la suite fait publier aux éditions du Rocher "Dalida, la femme de cœur".
En 2014, Jeff Barnel est devenu le producteur de Charlie Boisseau ("The Voice", "La légende du Roi Arthur") dont le premier single "J'en ai des tas" est sorti en 2017 chez Scorpio Music.